# Johann Baptist Biedermann

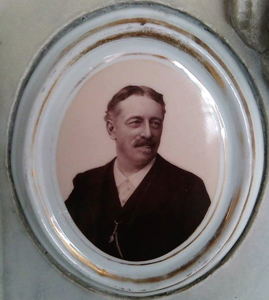
Porträt-Medaillon am Grabstein

Johann Baptist Biedermann (* 23. September 1844 in Schruns; † 20. Oktober 1923 in Bludenz) war ein Vorarlberger Mundartdichter und „Bauernadvokat“.

## Leben
Johann Baptist Biedermann war der Sohn des Taubewirtes und mehrmaligen Vorstehers von Schruns und besuchte das Gymnasium Feldkirch, das Akademische Gymnasium Innsbruck und das Benediktinergymnasium Meran. Dem folgte ein Jurastudium an Innsbrucks Leopold-Franzens-Universität. 1864 wurde er in das Corps Rhaetia aufgenommen. Nachdem er 1870 zum Dr. iur. promoviert worden war, trat er in die Kanzlei des Rechtsanwalts Walter in Bludenz ein. 1872 musste er aus familiären Gründen den familieneigenen Gasthof Zur Taube in Schruns von seinem Bruder übernehmen. Er blieb jedoch nur bis 1878 Taubenwirt. Er arbeitete im Winter als Holz- und Viehhändler und war weiterhin juristisch als „Bauernadvokat“ tätig. Nach seiner Rückkehr nach Bludenz wurde er Stadtratsabgeordneter. Politisch war er sicherlich dem liberalen Lager zuzuordnen. So nahm er auch 1876 neben weiteren Gesinnungsgenossen demonstrativ am ersten Zivilbegräbnis Vorarlbergs in Schruns teil. Biedermann starb mit 79 Jahren und wurde mit seiner ebenfalls aus Schruns stammenden Frau Ludwina geb. Jochum († 1910) am Friedhof in Schruns begraben. Das Grab existiert noch heute.
Durch den aufkommenden Tourismus verbreiteten sich seine Gedichte in lokaler Mundart im gesamten deutschsprachigen Raum.

## Werke

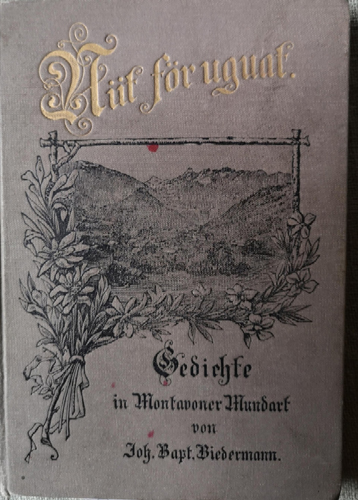
Nüt för uguat

- Nüt för uguat. Gedichte in Montavoner Mundart. 1897, Selbstverlag

Die Gedichte und ‚Gsätzli‘ in dieser Gedichtsammlung sind eher gesellige Stücke, es geht viel um Liebe, ‚z Hengert gehen‘ und in den ‚Gsätzli‘ findet sich viel Lokalkolorit. Sie sollten die kulturelle Identität des Montafons der Umwelt vermitteln. Das Büchlein erschien 1897 im Süddeutschen Verlags-Institut und ist seiner Gattin Ludwina gewidmet.
- Freidenker-Brevier

Das Brevier erschien um die Jahrhundertwende und wurde in Österreich zur Zeit des Nationalsozialismus verboten. Es nimmt schon im Titel Bezug auf den Liberalismus bzw. das Freidenkertum.